# Lola, une femme allemande
Pour les articles homonymes, voir Lola.
Série Trilogie BRD
Le Secret de Veronika Voss
(1982)
Pour plus de détails, voir Fiche technique et Distribution.
Lola, une femme allemande (Lola) est un film allemand réalisé par Rainer Werner Fassbinder, sorti en 1981.
C'est le troisième et dernier volet de la Trilogie BRD, après Le Secret de Veronika Voss (Le Secret de Veronika Voss est néanmoins sorti en salles après Lola, une femme allemande).

## Synopsis
À la fin des années 1950, dans une petite ville de Bavière, un affrontement oppose l'urbaniste von Bohm et des notables, menés par l'entrepreneur Schukert, qui s'enrichissent grâce à la reconstruction de la ville.
Von Bohm tombe amoureux de Marie-Louise, sans savoir qu'elle est plus connue sous le nom de Lola, la plus célèbre prostituée de la ville, dont Schuckert est le protecteur.

## Fiche technique
- Titre : Lola, une femme allemande
- Titre original : Lola
- Réalisation : Rainer Werner Fassbinder
- Scénario : Rainer Werner Fassbinder, Peter Märthesheimer et Pea Fröhlich
- Production : Hanns Eckelkamp, Rainer Werner Fassbinder, Horst Wendlandt
- Musique : Freddy Quinn et Peer Raben
- Photographie : Xaver Schwarzenberger
- Montage : Rainer Werner Fassbinder et Juliane Lorenz
- Pays d'origine : Allemagne de l'Ouest
- Format : couleur - 1,66:1 - mono
- Durée : 113 minutes
- Date de sortie : 1981

## Distribution
- Barbara Sukowa (VF : Annie Sinigalia) : Marie-Luise alias « Lola »
- Armin Mueller-Stahl (VF : Jean Topart) : von Bohm
- Mario Adorf (VF : Lui-même) : Schukert
- Matthias Fuchs (VF : Michel Le Royer) : Esslin
- Karin Baal (VF : Paule Emanuele) : madame Kummer, la mère de Lola
- Helga Feddersen : madame Hettich, la secrétaire de von Bohm
- Hark Bohm (VF : Roger Rudel) : Volker, le maire
- Ivan Desny (VF : Gabriel Cattand) : Wittich, le banquier
- Karl-Heinz von Hassel : Timmerding, le chef de la police
- Elisabeth Volkmann : Gigi
- Christine Kaufmann : Susi
- Rosel Zech (VF : Jacqueline Porel) : l'épouse de Schukert
- Isolde Barth (en) :  l'épouse de Volker
- Sonja Neudorfer : madame Fink
- Günther Kaufmann : le G.I.
- Udo Kier : le serveur (non crédité)

## Place du film dans l'œuvre de Fassbinder
Ce film, sorti en 1981, fait partie d'une trilogie, appelée Trilogie BRD, dans laquelle Fassbinder évoque l'histoire de la nouvelle Allemagne de l'Ouest. Les autres parties de la trilogie sont Le Mariage de Maria Braun qui l’a précédé en 1979 et Le Secret de Veronika Voss (sorti en 1982).
Quelques éléments sont très symboliques : dans cette trilogie, consacrée à la reconstruction de l'Allemagne après la Seconde Guerre mondiale, le personnage-clé et le héros principal de chaque film est une femme. Pour le critique cinématographique Yann Lardeau, « Les années 50 sont une histoire de femmes. Ce sont elles qui portent sur leurs épaules l'effort de la reconstruction de l'Allemagne au lendemain de la guerre, de même que la volonté de détruire, l'effort de guerre, avait été porté, la décennie précédente par des hommes ».